# Carl Ludwig Blume
Pour les articles homonymes, voir Blume.
Carl Ludwig Blume (ou Karel Lodewijk Blume), né le 9 juin 1796 à Brunswick et mort le 3 février 1862, est un botaniste germano-hollandais.

## Biographie
D'origine allemande, Blume passa l'essentiel de sa vie aux Pays-Bas. Après avoir dirigé le Jardin botanique de Buitenzorg de 1822 à 1826, il dirige du jardin botanique national de Leyde (le Rijksherbarium).
Il étudie particulièrement la flore du sud-est asiatique et en particulier de Java dont il reçoit de nombreux spécimens de la colonie hollandaise qui y est installée. En 1844, il fait paraître le premier catalogue du Jardin botanique de Buitenzorg où il décrit 914 espèces.
La revue de botanique Blumea a été baptisée ainsi pour lui rendre hommage.

## Publications
- Bijdragen tot de flora van Nederlandsch Indië (1825-1827) Texte sur Botanicus
- Flora Javae necnon insularum adjacentium (1828-1829)
- Rumphia, sive Commentationes botanicae, imprimis de plantis Indiae orientalis (4 volumes, 1835-1848)
- Museum botanicum Lugduno-Batavum, sive stirpium exoticarum novarum vel minus cognitarum ex vivis aut siccis brevis expositio et descriptio (2 volumes, 1849-1851) Texte sur Botanicus
- Collection des orchidées les plus remarquables de l'Archipel indien et du Japon (1864)